# هايدي ماكدونالد
هايدي ماكدونالد (بالإنجليزية: Heidi MacDonald)‏ هي صحفية أمريكية، ولدت في 1961.

## وصلات خارجية
- الموقع الرسمي
- هايدي ماكدونالد على موقع IMDb (الإنجليزية)
- هايدي ماكدونالد على موقع قاعدة بيانات الفيلم (الإنجليزية)